# Erixestus
Erixestus ist eine Gattung in der Erzwespen-Familie Pteromalidae. Die Gattung wurde 1910 von dem US-amerikanischen Entomologen J. C. Crawford eingeführt. Die Typusart ist Erixestus winnemana Crawford, 1910. 2022 wurde die Unterfamilie Erixestinae eingeführt. Dieser ist nur die Gattung Erixestus zugeordnet. Neueste Molekulardaten deuten darauf hin, dass die Erixestinae eine Schwestergruppe der Pteromalinae und Pachyneurinae darstellen.

## Merkmale
Die Fühler besitzen 11 Geißelglieder, davon 2 Anelli und 5 Funikularglieder. Die Mandibeln sind gekrümmt. Die Scapula (Schultern) sind vorne nicht vom Pronotum abgesetzt. Die Axilla sind nicht deutlich ausgebildet. Die Axillula sind nicht vergrößert. Das Propodeum weist Plicae auf. Der Petiolus ist quer.

## Lebensweise
Die Vertreter der Gattung Erixestus sind solitäre Endoparasiten in Eiern der Blattkäfer-Gattungen Calligrapha und Zygogramma.

## Innere Systematik
Die Gattung Erixestus umfasst folgende Arten:
- Erixestus pachyneuron Grissell & De Santis, 1987 – Wirt: Calligrapha polyspila; Verbreitung: Argentinien
- Erixestus winnemana Crawford, 1910 – Wirte: Calligrapha bigsbyana, Calligrapha scalaris, Zygogramma exclamationis; Verbreitung: Mexiko, USA
- Erixestus zygogrammae Cave & Grissell, 1994 – Wirte: Zygogramma bicolorata, Zygogramma magica; Verbreitung: Australien, Honduras